# Maomé ibne Abedalá ibne Muriz
Maomé ibne Abedalá ibne Muriz (em árabe: محمد بن عبد الله بن محرز‎‎; romaniz.: Muhammad ibn 'Abdallah ibn Muhriz) foi um governador do Iêmen do século IX para o Califado Abássida.

## Vida
Um maula do califa Almamune (r. 813–833), Maomé foi nomeado governador ca. 823. Após sua chegada na província ele permaneceu na principal cidade do país, Saná, enquanto enviou seu filho para agir como seu representante em Aljanade. Logo depois, contudo, os habitantes de Aljanade revoltaram-se contra seu filho, e Maomé decidiu que sua posição era muito débil para ser sustentada. Maomé partiu para o Hejaz e deixou o Iêmen nas mãos do chefe local Abade ibne Algamer Axiabi, que permaneceu no controle até a chegada do novo governador, Ixaque ibne Alabás ibne Maomé Alhaximi.